# Zola (Film)
Zola ist eine US-amerikanische, biografische Tragikomödie aus dem Jahr 2020. Regie führte Janicza Bravo, die zusammen mit Jeremy O. Harris auch das Drehbuch schrieb. Die Hauptrollen übernahmen Taylour Paige und Riley Keough. Der Film basiert auf einem Twitter–Thread von Aziah King und dem Rolling-Stone-Artikel Zola Tells All, The Real Story Behind the Greatest Stripper Saga Ever Tweeted von David Kushner.

## Handlung
Eine Stripperin namens Zola begibt sich auf einen wilden Roadtrip nach Florida.

## Produktion
Im Juni 2018 wurde bekannt, dass Janicza Bravo die Regie übernehme, A24 den Vertrieb. Im Oktober 2019 erhielt Taylour Paige die Hauptrolle. Im selben Monat kamen Riley Keough, Nicholas Braun, Colman Domingo und Jason Mitchell dazu.

## Veröffentlichung
Zola hatte seine Weltpremiere auf dem Sundance Film Festival im Januar 2020, bei dem er für das Pre-Screening des Grand Jury Awards nominiert wurde. In den USA kam der Film am 30. Juni 2021 in die Kinos, in Europa, (Großbritannien) und anderen Ländern war der Kinostart ab dem 6. August geplant.

## Rezeption
Bei Rotten Tomatoes erreichte der Film eine Positivquote 88 Prozent, basierend auf 222 Kritiken.
Bei Metacritic bekam Zola eine Zustimmungsrate von 76/100, basierend auf 46 Kritiken.